# Joseph Brodtmann

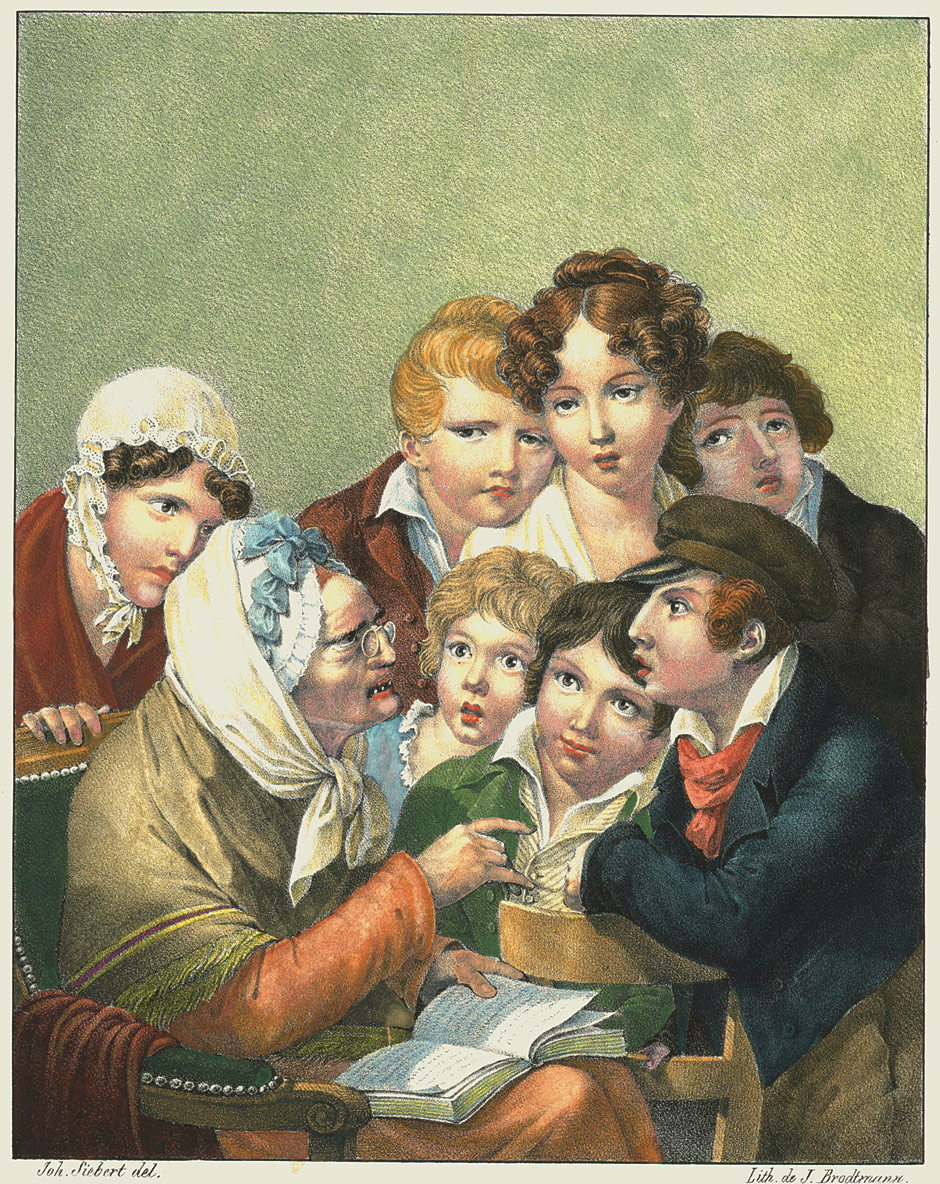
Geschichtenerzählerin

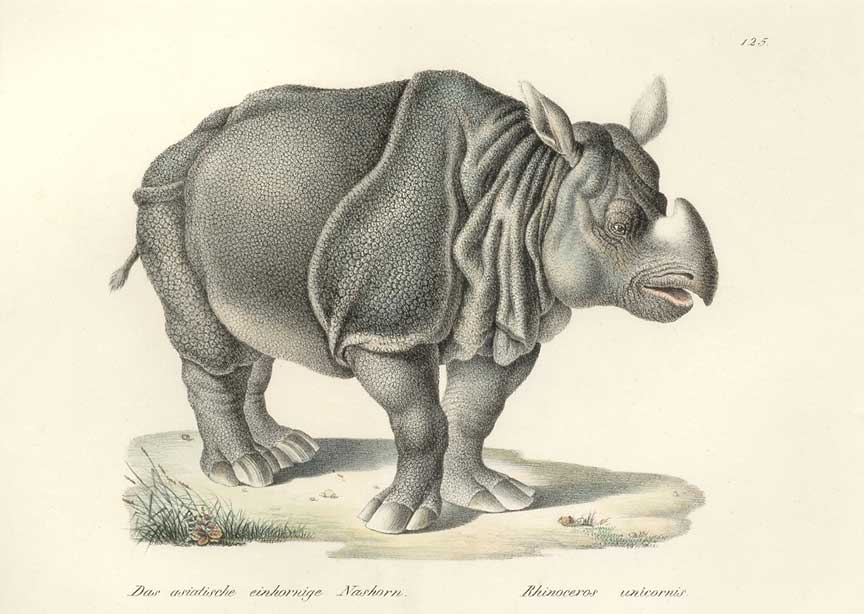
Rhinozeros

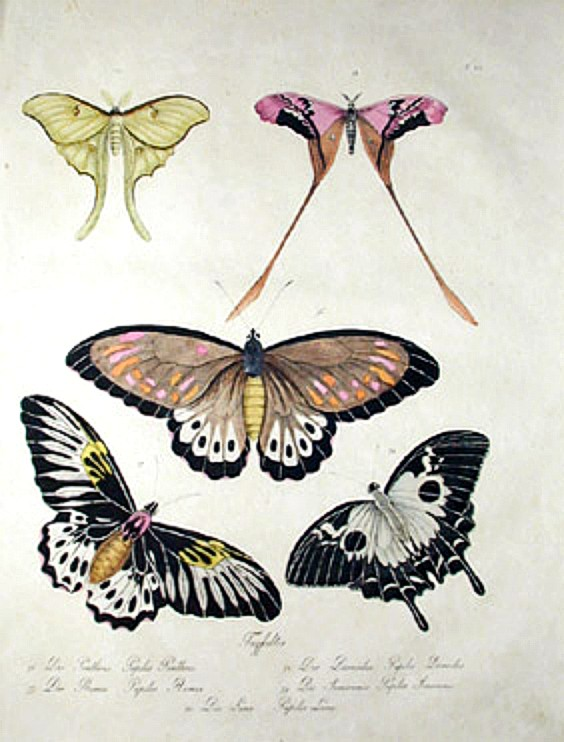
Schmetterlinge

Joseph Brodtmann, auch Karl/Carl Joseph/Ioseph Brodtmann (* 3. Februar 1787 in Überlingen am Bodensee; † 14. Mai 1862 in Basel), war ein Schweizer Zeichner, Grafiker, Lithograf, Publizist und Buchhändler. Er besaß die deutsche und die schweizerische Staatsbürgerschaft.

## Leben
Brodtmann zog 1817 von Lindau nach Zürich, wo er 1820 eine Steindruckerei und Verlagsbuchhandlung eröffnete. Er verkaufte diesen Betrieb 1830 an Johann Jakob Honegger und eröffnete in Schaffhausen eine lithografische Anstalt mit Buch- und Kunsthandlung, die ab 1838 als Verlag der Brodtmann'schen Buchhandlung firmierte. Von 1840 an verlegte er das Tagblatt für den Kanton Schaffhausen. 1840 verkaufte er das Unternehmen und arbeitete als Illustrator von Kunst- und Jugendbüchern sowie naturhistorischen Werken für verschiedene Verlage.

## Werk
Brodtmanns Lithografien entstanden im nach-linnaeischen Zeitalter der Aufklärung. Naturhistorische Darstellungen wurden in handbemalten Sätzen für Biologen und Aristokraten erstellt. Letztere waren als Mäzene von Kunst und Wissenschaften teilweise sehr an Fauna und Flora interessiert. Künstler wie Brodtmann arbeiteten mit wissenschaftlicher Genauigkeit und einem hohen ästhetischen Anspruch.
Brodtmanns naturhistorische Lithografien sind unter anderem in den um 1830 publizierten Werken von Heinrich Rudolf Schinz über Reptilien und Vögel enthalten. Er verlegte seine Lithografien auch in eigenen Werken wie im Buch Naturhistorische Bilder-Gallerie aus dem Thierreiche von 1816. Seine Lithografien werden heute von den international bekanntesten Auktionshäusern gehandelt.